# Det gamla år förgånget är
Det gamla år förgånget är är en gammal tysk nyårspsalm i sju verser skriven av Jakob Eberdt med den ursprungliga titelraden Das alte Jahr ist nun vergahn. Den trycktes först i Bartholomäus Gesius Geistliche Deutsche Lieder 1601 och översattes av Jesper Swedberg 1694. Den bearbetades något av Wallin 1814. Efter Karl-Gustaf Hildebrands bearbetning 1979 ändrades titelraden och antalet verser minskades till fyra.
Inledningsorden 1695 var:
Thet gamla åhr framgångit är
Nytt kommer nu i stället här
Enligt 1697 års koralbok användes samma melodi till psalmen När Herren Christus födder war (nr 133). Men enligt 1921 års koralbok med 1819 års psalmer användes då en melodi tryckt i Etlich Christlich Lieder från 1524 som också användes till bland annat O Gud, du av barmhärtighet (1695 nr 220, 1819 nr 144, 1986 nr 346). 

## Publicerad som
- Nr 136 i 1695 års psalmbok med titelraden "Det gamla år framgånget är", under rubriken "Ny-Åhrs Psalmer".
- Nr 411 i 1819 års psalmbok med titelraden "Det gamla år framgånget är", under rubriken "Med avseende på särskilda personer, tider och omständigheter: Årets början och slut: Nyårspsalmer".
- Nr 465 i 1937 års psalmbok med titelraden "Det gamla år framgånget är", under rubriken "Årsskifte".
- Nr 514 i Svenska kyrkans egen del av 1986 års psalmbok med nya titelraden, under rubriken "Årsskifte".